# Nouri Hlila
Nouri Hlila, né le 7 juin 1944 à Monastir, est un footballeur tunisien. Il n'a évolué que dans un seul club, l'Union sportive monastirienne.
Il compte également trois sélections et un but en équipe nationale.

## Carrière

### Club
Après une carrière prometteuse chez les espoirs, il intègre vite l'équipe principale de l'Union sportive monastirienne en 1962, où il côtoye les Algériens Abdelhamid Zouba et Mohamed Maouche de la célèbre équipe de football du FLN.
Il joue de 1962 à 1977, soit un total de seize saisons dont onze en division nationale, et compte 168 matchs en championnat.
Jouant avec autant d'efficacité en tant qu'ailier ou comme inter, il marque 28 buts en championnat et six buts en coupe.

### Sélections nationales
C'est l'entraîneur Sereta Begovic qui l'appelle pour la première fois au sein de l'équipe de Tunisie de football. Il dispute son premier match le 26 février 1969. Toutefois, comme l'équipe nationale ne joue à l'époque que très peu de matchs, il n'a l'occasion de disputer que deux matchs officiels contre le Maroc, dans le cadre des éliminatoires de la coupe du monde 1970 (19 avril 1969 et 18 mai 1969).
Le sélectionneur Radojica Radojičić le rappelle pour un match amical contre la Libye le 3 septembre 1970. Ce fut sa dernière sélection au cours de laquelle il marqua un but.